# Nikolaus Selnecker
Nikolaus Selnecker (o Selneccer) (5 de diciembre de 1530 - 24 de mayo de 1592) fue un músico, teólogo y reformador protestante alemán. Ahora es conocido principalmente como un escritor de himnos. También es conocido como uno de los principales autores de la Fórmula de la Concordia junto con Jakob Andreä y Martin Chemnitz.

## Biografía
Nikolaus Selnecker nació en Hersbruck en Baviera (Alemania). Su familia se trasladó a Núremberg cuando aún era un niño. A temprana edad fue organista en la capilla del Kaiserburg. Estudió con Felipe Melanchthon en la Universidad de Wittenberg, graduándose Magister Artium en 1554. Más tarde fue capellán y músico en la corte de Augusto de Sajonia en Dresde. Además, se desempeñó como tutor de la corte y supervisó la educación en la capilla de la corte. Más tarde, fue nombrado profesor de teología en la Universidad de Leipzig y pastor de la iglesia de Santo Tomás.